# Ser’Darius Blain

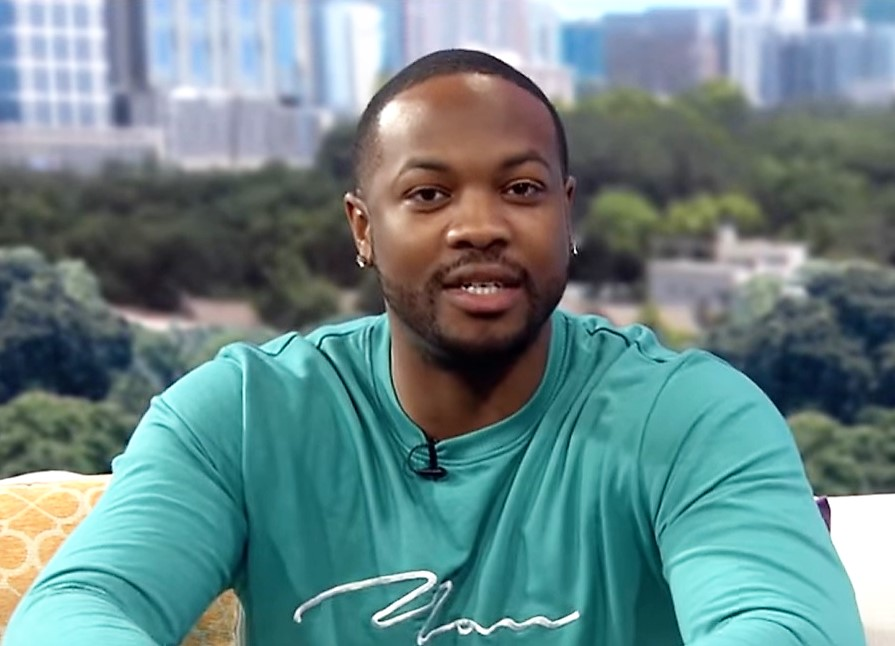
Ser’Darius Blain, 2018

Ser’Darius Blain (* 10. März 1987) ist ein US-amerikanischer Schauspieler.

## Leben
Blain ist seit 2009 als Schauspieler tätig und spielte seither in mehr als 30 Produktionen mit. Bekannt wurde er vor allem durch seine Rolle des Anthony „Fridge“ Johnson in den Jumanji-Neuverfilmungen von 2017 (Willkommen im Dschungel) und 2019 (The Next Level). Von 2018 bis 2019 spielte er die Hauptrolle des Galvin Burdette in der ersten Staffel der CW-Fernsehserie Charmed.

## Filmografie (Auswahl)
- 2011: Footloose
- 2012: Jane by Design (Fernsehserie, 14 Episoden)
- 2013: Star Trek Into Darkness
- 2013: Navy CIS (NCIS, Fernsehserie, 1 Episode)
- 2016: Chicago P.D. (Fernsehserie, 1 Episode)
- 2016: Shameless (Fernsehserie, 1 Episode)
- 2017: Jumanji: Willkommen im Dschungel
- 2018–2019: Charmed (Fernsehserie, 17 Episoden)
- 2019: Jumanji: The Next Level
- 2019: The Last Full Measure
- 2021: Ein großer Sprung (The Big Leap, Fernsehserie)
- 2021: American Underdog
- 2021: Fortress – Stunde der Abrechnung (Fortress)
- 2022: Fortress: Sniper's Eye
- 2024: Will Trent (Fernsehserie, 3 Episoden)